# SOS: Mijn vakantie is een hel
SOS: Mijn vakantie is een hel is een Nederlands televisieprogramma dat werd uitgezonden door RTL 5. In het programma schieten presentatoren John Williams en Kaj Gorgels mensen te hulp die problemen hebben op hun vakantielocatie.

## Format
In het programma bezoeken presentatoren John Williams en Kaj Gorgels elke uitzending vakantiegangers die hebben gebeld naar het speciale SOS-nummer van het programma. Naast Williams en Gorgels is ook hygiëne-expert Bastiaan Hilbrands te zien die met de heren mee gaat om de problemen vast te stellen met speciale apparatuur.
De vakantiegangers die het SOS-nummer hebben gebeld hebben uiteenlopende problemen, deze problemen kunnen bestaan uit vieze bedden, beschimmelde douches tot te koud eten. Een van de twee presentatoren probeert vervolgens aan de slag te gaan met de problemen van de vakantiegangers en deze vervolgens op te lossen, vaak doen ze dit in overleg met het bedrijf waar de vakantiegangers hun vakantie geboekt hebben.
Ook zien de kijkers de meest diverse restaurants, strandtenten en dagtrips die niet voldoen aan de standaardeisen.

## Opspraak
Voordat het programma op televisie te zien was kwam het al in opspraak omdat het programma te veel gelijkenissen zou hebben met het SBS6-programma Red mijn vakantie!. In een interview was presentator John Williams het eens met deze uitspraak en zei dat het programma in hetzelfde genre zit, net zoals je meerdere dansshows en muziekshows hebt. Daarbij worden beide programma's door hetzelfde productiehuis geproduceerd.